# 3112 Velimir
3112 Velimir este un asteroid din centura principală, descoperit pe 22 august 1977 de Nikolai Cernîh.